# 家父長制
家父長制（かふちょうせい、ドイツ語: Patriarchat、英語: patriarchy）は、主に男性が支配的で特権的な地位を占める社会システムのことである。歴史的に、家父長制はさまざまな異なる文化の社会的、法的、政治的、宗教的、経済的組織において、その姿を現してきた。ほとんどの現代社会は、実際には家父長制的である。

## 概要
人類学的な専門用語としては、父親や長男、または男性のグループによって支配されている家族や氏族を指し、フェミニズム理論では、男性が女性や子どもを支配している広範な社会構造を表現するために使われる。これらの理論によると、道徳的権威や財産の支配など、男性が他者に対して社会的特権を持ち、搾取や抑圧を引き起こすさまざまな現象に拡大されることが多い。
家父長制社会には父系制と母系制があり、これは財産と称号がそれぞれ男系または女系によって継承されることを意味する。
家父長制は、家父長制イデオロギーを形成する様々な考え方に関連しており、それを説明し正当化するために作用し、男女間の先天的な自然の違い、神の戒め、またはその他の固定的な構造に起因するとされている。家父長制が社会的産物なのか、それとも生来の男女の違いの結果なのかについて、社会学者はさまざまな意見を持っている。社会生物学者は、人間の性別役割分担を他の霊長類の性行動と比較し、男女不平等は主に男女間の遺伝的・生殖的差異に由来すると主張する者もいる。社会構築主義者はこの議論に異議を唱え、ジェンダー役割とジェンダー不平等は権力の道具であり、女性に対する支配を維持するための社会規範になっていると主張する者もいる。

## 分類

### 西洋の家父長制
フランスでは、フランス民法典原始規定に、夫を家長として権利を集中する近代家父長制の典型がみられた。革命政府の草案では夫特権の全廃があったが、フランス人が家族の解体までを望まず、革命時に極端個人主義に立ち奇矯奔放の振る舞いに及んだ一部の活動家が社会の反感を買ったことを背景に、ナポレオンの主張が決定打となった。徐々に女権拡張の方向で改正され、1985年の改正で妻の財産に対する夫の管理権（旧1428条）が改正され消滅。
家父長制とキリスト教の関係について、イエス・キリストの言ではないが、新約聖書の中には妻の夫に対する服従を説くものがある（コリントの信徒への手紙一11章9節、エフェソの信徒への手紙5章22節）。婚姻関係を中核とするキリスト教的家父長制の基礎はカトリックの聖アウグスティヌスによって体系化され、女性の地位は神学的に引き下げられた。もっとも歴史人口学者のエマニュエル・トッドの考察によると、プロテスタントは非常に「家父長制」的なところがあり、それに比べるとカトリックは曖昧である。実際に、プロテスタントのイギリスは同時代（江戸）の日本をはるかに凌駕する極端な男尊女卑の家父長制だったといわれる（中村敏子）。しかし、そのような法制度はウィリアム・グラッドストンによって1870年に改められ、妻の訴訟能力や特有財産を認めて欧州諸国を驚かせた。また、プロテスタントもカトリックと異なり妻の姦淫による法定離婚を認め（ルター）、夫にも貞操義務を認めた（カルヴァン）という側面がある。
一方、フランス革命の理論的指導者の一人ルソーはカトリックやプロテスタントをも凌駕する極端な男尊女卑思想の持ち主であり家父長制擁護論者だったため、仏民法典が編纂過程で保守化するのを阻止するのに全くの無力であった。妻の不貞行為を夫のそれよりも重く罰するのはローマ・ゲルマン法の伝統であるが、ルソーによると、妻の不貞は、他人との間に作った子を夫の実子と偽って育てさせることに繋がりかねないより悪質なものであるから、当然必要な措置であるという。
1794年のプロイセン法典は後続の仏民法典に比べると既に若干女性尊重の傾向を見せており、さらに1900年のドイツ民法典では不徹底ながら女権拡張の方向に舵を取っている。

### 日本の家長制
日本の家父長権の成立について、次の指摘がある。9世紀から10世紀にかけて、父子関係の連鎖によって永続を志向する「家」が成立し、11世紀以降に荘園公領制の下で家領が形成・相伝されていくようになると、これを管理する家の主人（父・夫）の「家」における代表権が強化されたことで家父長権が成立したとされて、同時に夫婦の結合も永続性（「二世の契り」）を強めることになったとされている。ただし、初期の家父長権は夫が早世して子が幼い場合などに妻（寡婦）が家父長権を継承・代行可能なものであり、こうした女性が「後家」と呼ばれるようになった。後家が家父長権を継承・代行する慣習（学術的には「後家権」と呼ぶ）は中世前期にわたって続くが、社会構造の変化によって14世紀に入ると嫡系への単独相続が確立すると、後家が家父長権から排除されていくことで後家権も後退することとなり、やがて家政に限定された「主婦権」に変質・吸収されることになった。
明治民法おいては家長権は戸主権として法的に保証されていたが、古代ローマと異なり、女性も例外的にではあるが家長たりうる（女戸主）、包括性・絶対性はなく、個々の権利義務の集まりでしかないなどの違いがあった。また尊属（父母や祖父母など）が常に戸主になるわけではなく、戸主が卑属（子や孫など）のときは、隠居した前戸主さえも戸主権に服する。起草者は家「父」長制とは言わず「家族制度」と言っている。戸主権に絶対性が無いことは起草者及び初期の判例が明言しており（明治34年6月20日大審院判決）、戸主の同意の無い婚姻・縁組も強行可能である（改正前民法776条但書・849条2項）。一方、戦後の教育者の中には、戸主権は当然「絶対」的だったという理解を採るものもある。
近代西洋法との構造的違いは、ローマ法と同様、祖父が家長（戸主）の場合は孫にまで権力が及ぶこと、ローマ法とも異なり、家父権に一本化されず、戸主権（日本固有法）が夫権・親権（西洋法系）というそれぞれ性質の異なるものと併存し、矛盾・抵触が起きること（多くの場合、戸主権が劣後するのが判例・通説であった）、および相続においても戸主死亡時の家督相続（日本固有法）と、戸主以外の家族員の死亡時の遺産相続（西洋法系）という性質の異なるものが併存し、前者のみ単独相続になることである。フランス法などと異なり執行力は実務上認められず、家父権を警察権力により物理的に実現させることはできない。また本家・分家の関係を認める点にも特徴があり、本家の戸主といえども分家の戸主をコントロールするほどの権限は無いが、分家の戸主は本家の継続に努めるべきという法思想を反映した規定があり、結果的に皇室を宗家とする家族国家観の根拠になったといわれている。始めからそれを意識して制度が構想されたか、結果論に過ぎないかは意見が分かれるが、前者に対しては結論ありきの論法で無理があるとの批判もある。
儒教との関係については、孝道を説くのはギリシャ哲学やキリスト教も変わらないため、戦前の法学者は固有の影響は極めて僅かと説明し、例として813条8号の姻族尊重、957条の尊属（年下の叔父を含む）尊重を挙げている。
一方戦後の歴史学者・教育者の多くは日本の家父長制（家族制度）と儒教のそれとの間の関連を当然視するが根拠の無いステレオタイプだとの批判も強く、儒教思想が近世の社会一般に浸透した事実は無く（津田左右吉・青山道夫、柴桂子）、また男尊女卑の思想は日本で夫婦和合の思想に変質し、文字通りに尊卑の意味では受け止められていないと主張されている（渡辺浩・中村敏子、柴）。

## 家父長制に関する議論
J・J・バッハオーフェンに始まる一連の文化人類学的議論からは、自ら産んだ子は必ず実子という女性の生物学的優位性と、それに対抗して男性が自己の父性を確保しようとする高等哺乳類の本能が、古今東西を問わず男女不均衡の社会を導いたとの指摘が挙がっている。すなわち、原始乱婚制においては産まれたばかりの赤子の生殺与奪権は母にのみ帰属し、子育てには母方の親兄弟が参加するが、社会形態が変化し父の子育て参加が必要になってくると、誰が子の父かが重要になるため、父の血脈の信頼性を保全するための社会システムが必然的に生み出されるというのである。しかし、母系社会から父系社会ないし家父長制、一夫多妻制を経て最終的には全人類が男女平等の一夫一婦制に至るという進化論的説は、人間以外の哺乳類においてさえしばしば乱婚状態がとられないことと矛盾し、また多様な人類社会の家族形態を説明しきれないことから普遍的支持を得ていない。
家父長制（ないし家族制度）において、家長権が弱い＝個人主義、家長権が強い＝団体主義だというのは俗説だという指摘がある。すなわち、ゲルマン法の家長は家族員に対する重い責務を負い、家産は家族員全員の総有になるのを基本とし、農業共同生活に適する。一方家長権の強大なローマ法では、家長は家族団体の拘束から自由であり、先祖代々の家産は団体でなく家長個人の所有である。つまり、家長権が強いローマ法がかえって個人主義であり、家長すら団体法理に拘束されるゲルマン法が団体主義ということになる（サヴィニー）。ゲルマン法研究者の中田薫の主張によると、江戸時代の日本はゲルマン型であり、法律を超越した倫理・道徳に由来する家長の無限大の義務を戸主権・家督相続という法的な権利義務関係に縮小した独自の法制度を採る明治民法が封建的家族制度をそのまま温存したというのは誤りであるという（民法典論争#中田説）。日本の戦後の教育者の中には明治民法の特異性を強調する中田の影響を受け、江戸時代の武士階級による封建的家父長制をさらに強化して全国民に押し付けたのが明治民法だと主張する者が少なくないが（家永三郎など）、明治民法戸主権の弱小を主張する中田説を曲解したもので、実際の法制度や沿革を無視した俗説だと批判されている。
特に1970年代以降、フランスの家族についての社会史・歴史人類学的研究が二宮宏之によって紹介され、南フランス山岳地帯においては、家産の一括承継を基本とする日本の家制度類似（同じではない）の社会実態が民法典施行後も存続したことが明らかにされている。法制度においても、大正2年の時点で、共和主義のフランスやアメリカの法が家族の保全に配慮した制度を持つことと比べても、日本の民法典はむしろ極端な個人主義に奔っていると批判されたこともあり（江木千之）、単純に西洋が個人主義で日本がその逆というわけではない。特に、前述のようにフランス民法典が男尊女卑の家父長制度を基盤としていたことは多くの学者によって指摘されているが、一方でフランス革命の後にできたものだから当然男女平等の法典だったとする理解も根強く主張されており、そのほかにも西洋における妻の権利制限は女性保護の理念によるものだから日本の男尊女卑とは趣旨が異なるとの主張や、「家父長制」はフェミニズムの知見を反映して再定義されるべきとして、仏民法典の中に家父長権を江守五夫が確認しつつ家父長制的資本制のもとでの「女性の公的労働への復帰」で家父長制が揺るがされたとするのを批判して、それでは女性の抑圧を生むことがあっても、家父長制を揺るがすことになどならない、などの主張もある。
家父長制、父権制あるいはそれに準じる意識がDVの原因となっているとの主張がある。
経営学者の平野光俊は、パターナリズムの一例として結婚・出産後の家事・育児への専念が女性の幸せだという固定観念と、出産後復職した女性は大変そうだから責任のある仕事はさせないという男性側の「優しさの勘違い」を挙げている。
フェミニストのケイト・ミレットは父権制（patriarchy）について、あらゆる権力を男性が独占しているため、年長の男が年若い男を支配するのみならず、人口の半ばを占める女が残り半分の男に支配されていると主張している。